# Semiothisa albapicaria
Semiothisa albapicaria là một loài bướm đêm trong họ Geometridae.